# Evelineus tigrillus
Evelineus tigrillus är en djurart som tillhör fylumet slemmaskar, och som beskrevs av Corrêa 1954. Evelineus tigrillus ingår i släktet Evelineus och familjen Cerebratulidae. Inga underarter finns listade i Catalogue of Life.